# کراش بش
کراش بش (به انگلیسی: Crash Bash) یک بازی ویدئویی به سبک پارتی گیم است که توسط یوروکام توسعه یافته و به‌وسیلهٔ سونی کامپیوتر انترتینمنت برای کنسول پلی‌استیشن منتشر شده‌است. کراش بش نخستین عنوان ارائه شده در سبک پارتی گیم و پنجمین قسمت در مجموعه بازی‌های کراش باندیکوت به‌شمار می‌رود. نخستین انتشار بازی، در ۶ نوامبر ۲۰۰۰ در آمریکای شمالی بود و در ۱ دسامبر ۲۰۰۰ و ۱۴ دسامبر ۲۰۰۰ در مناطق اروپا و ژاپن نیز عرضه شد.
کراش بش، نخستین بازی کراش باندیکوت در این سری محسوب می‌شود که شرکت ناتی داگ سازنده آن نبود. این بازی، نخستین بازی از این سری در سبک بازی‌های پارتی گیم بود و گیم‌پلی آن، از تعداد زیادی بازی کوتاه تشکیل می‌شود که تا ۴ بازیکن می‌توانند با انتخاب یکی از ۸ شخصیت قابل انتخاب، به انجام بازی بپردازند. همچنین بازی، دارای یک روند داستانی نیز بوده و بازیکن با انجام مینی‌گیم‌ها، مراحل را پشت سر می‌گذارد.

## گیم‌پلی
روند اصلی داستان بازی، به شکل ماجراجویی است و پلیر با انتخاب یکی از ۸ شخصیت ممکن، می‌بایست ۲۸ مرحله را با درجات تفاوت و سختی متفاوت انجام دهد. پس از به پایان رسانیدن هر مرحله، جواهراتی با درجات اهمیت مختلف، به بازیباز داده می‌شود، که درجات اهمیت آن‌ها از کم به زیاد عبارت‌اند از کاپ طلایی، الماس سبز، الماس سرخ، کلید طلایی و کلید آبی که دراختیار داشتن هر یک از آن‌ها برای پیشبرد بازی لازم است. با جمع‌آوری تمامی این جواهرات که در خلال اتمام کامل بازی می‌شود، می‌بایست از هریک از این جواهرات، تعداد ۲۸ عدد موجود و بازی به سطح تکمیلی ۲۰۰٪ برسد تا بازی به شکل کامل انجام شود.
روند انجام بازی نیز به شکل پیروزی در چند دسته مینی‌گیم‌های مختلف است که هریک در دستهٔ خود نیز با تفاوت‌های کوچکی پیگیری می‌شود.

### مینی‌گیم‌ها
Crashball نام دسته‌ای از مینی‌گیم‌ها است که در آن ۴ شخصیت در ۴ سوی تصویر حضور دارند و باید تلاش کنند تا از توپ‌هایی که به سمت دروازه‌شان شلیک می‌شود دفاع کنند. در این دسته از مینی‌گیم‌ها، ۴ نوع مینی‌گیم وجود دارد که صرف‌نظر از ساختار همانند با یکدیگر، از تفاوت‌های کوچکی نیز برخوردارند. درجات سختی متفاوت و محیط متفاوت از جمله تفاوت‌های مینی‌گیم‌های این دسته از بازی است.
Pogo Pandemonium نام دیگر دستهٔ مینی‌گیم‌های این بازی است که در آن بازیباز باید در کنار سه رقیب دیگر خود، بر روی یک صفحهٔ جدول‌بندی شده و ۸ در ۸ حرکت کند و به جمع‌آوری امتیاز بپردازد. هر شخصیت دارای رنگی متفاوت است و تعداد خانه‌های رنگی توسط هر بازیکن، تعداد امتیاز منظور شده برای او است. در این دسته از مینی‌گیم نیز ۴ نوع مینی‌گیم وجود دارد که صرف‌نظر از ساختار همانند با یکدیگر، از تفاوت‌های کوچکی نیز برخوردارند. درجات سختی متفاوت و محیط متفاوت از جمله تفاوت‌های مینی‌گیم‌های این دسته از بازی است.
Crate Crush نام دسته‌ای دیگر از مینی‌گیم‌ها است که در آن ۴ شخصیت در یک محیط کوچک با پرتاب اشیاء مختلف به یکدیگر، رقیبان را از جریان بازی خارج کرده و پیروز شود. این اشیاء از جعبه‌های چوبی، جعبه‌های TNT و جعبه‌های حاوی بمب نیتروژنی است. در این دسته از مینی‌گیم‌ها، ۴ نوع مینی‌گیم وجود دارد که صرف‌نظر از ساختار همانند با یکدیگر، از تفاوت‌های کوچکی نیز برخوردارند. درجات سختی متفاوت و محیط متفاوت از جمله تفاوت‌های مینی‌گیم‌های این دسته از بازی است.

تصویری از یکی از مینی‌گیم‌های Polar Push

Polar Push یکی دیگر از دسته مینی‌گیم‌های این بازی است که در آن بازیباز در یک صفحه کوه یخی باید سه رقیب خود را با وارد کردن ضربه به آن‌ها، از میدان خارج کند. در این دسته از مینی‌گیم‌ها، ۴ نوع مینی‌گیم وجود دارد که صرف‌نظر از ساختار همانند با یکدیگر، از تفاوت‌های کوچکی نیز برخوردارند. درجات سختی متفاوت و محیط متفاوت از جمله تفاوت‌های مینی‌گیم‌های این دسته از بازی است.
Tank Wars مینی‌گیم‌های تانک، دسته‌ای دیگر از مینی‌گیم‌های این بازی است که در آن‌ها، ۴ شخصیت باید کنترل تانک‌هایی کوچک را در اختیار گرفته و با کمک آن‌ها، تانک‌های یکدیگر را منهدم کنند. هر شخصیت، دارای تانک متفاوتی نسبت به همدیگر هستند. در این دسته از مینی‌گیم‌ها، ۴ نوع مینی‌گیم وجود دارد که صرف‌نظر از ساختار همانند با یکدیگر، از تفاوت‌های کوچکی نیز برخوردارند. درجات سختی متفاوت و محیط متفاوت از جمله تفاوت‌های مینی‌گیم‌های این دسته از بازی است.
Crash Dash یکی دیگر از دسته مینی‌گیم‌های این بازی است که در آن بازیباز باید در کنار سه رقیب خود، در یک پیست بسیار کوچک به رقابت مسابقه‌ای پرداخته و سری‌تر از آن‌ها بازی را به پایان برساند. در این دسته از مینی‌گیم‌ها، ۴ نوع مینی‌گیم وجود دارد که صرف‌نظر از ساختار همانند با یکدیگر، از تفاوت‌های کوچکی نیز برخوردارند. درجات سختی متفاوت و محیط متفاوت از جمله تفاوت‌های مینی‌گیم‌های این دسته از بازی است.
Medieval Mayhem یک دسته از مینی‌گیم‌های این بازی است که مینی‌گیم‌های موجود در آن متفاوت از یکدیگر هستند. البته مشابهت‌هایی نیز میان آن‌ها وجود دارد و همهٔ مینی‌گیم‌های آن، به شیوهٔ جمع‌آوری امتیاز است. در مینی‌گیم بادکنک، بازیباز بایستی تعداد امتیاز بیشتری را با استفاده از منفجر کردن بادکنک‌ها به‌دست آورد. در مینی‌گیم سیبل، بازیکن باید با هدف گیری دقیق در حین دویدن، امتیازات بیشتری را جمع آوری کند. در دو مینی‌گیم دیگر، یعنی مینی‌گیم باروت و چکش نیز، بازیباز به ترتیب، باید با کمک باروت و آتش بشکه‌های چوبی را منفجر و در مینی‌گیم بعدی، با چکش، قارچ‌ها را از بین ببرد تا امتیاز بیشتری را جمع‌آوری کند.

## داستان
داستان بازی پیرامون جنگ میان آکوآکو و اوکااوکا است. این دو با یکدیگر برادر هستند و نمایندگان خیر و شر می‌باشند. این‌دو برای اینکه به یکدیگر ثابت کنند قدرت خیر بیشتر است یا شر، برای خود گروهی را تشکیل می‌دهند تا یک‌بار و برای همیشه این مقوله را میان خود حل کنند. اعضای این دو گروه، شخصیت‌های قدیمی این سری، مانند کراش، کوکو و دکتر نئو کورتکس و متّحدانشان هستند که در دو گروه ۴ نفره، با یکدیگر رقابت می‌کنند.

## ساخت و توسعه
این بازی، نخستین بازی از این سری بود که شرکت ناتی داگ سازندهٔ آن نبود و شرکت یوروکام، فرایند ساخت آن را برعهده گرفت.
پس از عرضه بازی "کرش تیم ریسینگ" در سال ۱۹۹۹، استودیوی ناتی داگ که خالق سری کرش باندیکوت بود، توسعه بازی "جک و دکستر: میراث پیش‌ساز" برای پلی‌استیشن ۲ را آغاز کرد. این استودیو کمی بعد توسط سونی کامپیوتر انترتینمنت خریداری شد، در حالی که حقوق مالکیت کرش باندیکوت همچنان در اختیار یونیورسال اینتراکتیو باقی ماند.
با پایان قرارداد ناتی داگ با یونیورسال، مارک سرنی، رئیس یونیورسال، از استودیو خارج شد و شرکت مشاوره مستقل سرنی گیمز را تأسیس کرد تا همکاری خود را با ناتی داگ و سونی ادامه دهد.
اولین بازی کرش باندیکوت بدون مشارکت ناتی داگ، "کرش بش" بود که توسط یوروکام توسعه یافت. مارک سرنی و مایکل جان از سرنی گیمز به عنوان طراحان این بازی فعالیت کردند. البته ناتی داگ تمام آرشیو هنری مربوط به کرش باندیکوت را برای توسعه این بازی در اختیار تیم توسعه قرار داد.
تیم تولید این بازی شامل چندین نفر از یوروکام، سونی و یونیورسال بود. برنامهنویسی، طراحی گرافیک و صداگذاری بازی توسط تیمهای مجزایی انجام شد. شخصیت جدید "ریلا رو" به دلیل کمبود شخصیتهای قابل بازی از نسخههای قبلی به این بازی اضافه شد.
این بازی ابتدا در نمایشگاه E3 سال ۲۰۰۰ رونمایی شد و در نوامبر ۲۰۰۰ ابتدا در آمریکای شمالی و سپس در اروپا منتشر شد. کرش بش آخرین بازی از این سری بود که به صورت انحصاری برای کنسولهای سونی منتشر شد.
از ویژگیهای جالب این بازی میتوان به موارد زیر اشاره کرد:
- امکان دسترسی به دموی بازی "اسپایرو: سال اژدها" از طریق کدهای مخفی
- وجود یک منبع دیباگ مخفی که نسخه بتای تقریباً کامل بازی را در اختیار بازیکنان قرار میداد
- حضور شخصیت "فیک کرش" به عنوان یک شخصیت قابل باز کردن در نسخه ژاپنی بازی

## نقدها
| گردآورنده  | امتیاز |
| ---------- | ------ |
| گیم‌رنکینگز | ۷۱٫۲۷٪ |
| متاکریتیک  | ۶۸     |

| ناشر        | امتیاز |
| ----------- | ------ |
| گیم‌پرو      | ۴/۵    |
| گیم رولیشن  | B      |
| گیم‌اسپات    | ۶/۱۰   |
| گیمز ریدار+ | ۸۸/۱۰۰ |
| آی‌جی‌ان      | ۷٫۵/۱۰ |